# يوهان كريستوف فريش
يوهان كريستوف فريش (بالألمانية: Johann Christoph Frisch)‏ هو رسام ألماني، ولد في 9 فبراير 1738 في برلين في ألمانيا، وتوفي بنفس المكان في 28 فبراير 1815.